# Chaoko
Chaoko   (7 de juliol de 1997) és una personalitat d'internet i artista catalana. Chaoko s'identifica com una persona asexual i no-binària.
Als 13 anys va començar a treballar en la seva estètica i maquillatge singulars. Des de llavors ha esdevingut dissenyadora de moda, dissenyadora gràfica i artista de pintura corporal. Al febrer de 2019, Chaoko va formar part de l'esdeveniment Expo Anime Santiago a la capital de Xile, formant també part del jurat. Aquell mateix mes va acudir també com a convidada al IV Salón EsteponGO! a Estepona.